# Brynhildr (ソフトウェア)
Brynhildr（ブリュンヒルデ）とは、IchiGekiによって開発された日本製のリモートデスクトップのソフトウェアである。

## 概要
Brynhildrとは、画面を見ながらパソコンの遠隔操作を可能にするWindows用リモートデスクトップソフトウェアである。画面転送、音声伝送、暗号化通信、クリップボード転送（テキストのみ）、ファイル転送、マルチモニター等に対応している。
また、同じ作者の制作した、KeroRemoteを使用し、iPhoneやiPadからの接続も可能である。
配布されているパッケージは、「brynhildr.exe」、「brynhildr.dll」の2つだけの作りになっており、実行ファイル1つで、クライアントとサーバーの2つの機能を実装している。

## 対応OS
Windows 2000からWindows 10まで。

## 特徴
- 「VP8」と「GaeBolgVideoCodec（GBVC）」による圧縮された画面転送が可能。
- 「CELT」による圧縮された音声伝送が可能。
- 「Blowfish」暗号化アルゴリズムを採用。
- ファイル転送が可能。
- クリップボード共有機能（但し、テキストのみ）。
- マルチモニターに対応。